# European Champions League 2004-2005 (pallavolo femminile)
La European Champions League di pallavolo femminile 2004-2005 è stata la 45ª edizione del massimo torneo pallavolistico europeo per squadre di club; iniziata con la fase a gironi a partire dal 10 novembre 2004, si è conclusa con la final-four di Tenerife, in Spagna, il 20 marzo 2005. Alla competizione hanno partecipato 12 squadre e la vittoria finale è andata per la quarta volta al Volley Bergamo.

## Squadre partecipanti
| - Azərreyl - Stella Rossa - BKS - Bergamo - RC Cannes - Uraločka | - Beşiktaş - VakıfBank GS - Calisia - Las Palmas - Asystel - Tenerife |

## Fase a gironi

### Gironi
| Girone A                                               | Girone B                                                |
| ------------------------------------------------------ | ------------------------------------------------------- |
| Bergamo BKS RC Cannes Uraločka VakıfBank GS Las Palmas | Azərreyl Stella Rossa Beşiktaş Calisia Asystel Tenerife |

## Play-off a 6

### Squadre qualificate
- Bergamo
- RC Cannes
- Asystel
- Tenerife (qualificata di diritto in quanto squadra organizzatrice)

## Final-four
La final four si è disputata a Tenerife ( Spagna) e gli incontri si sono svolti al Pabellon Insular. Le semifinali si sono disputate il 19 marzo, mentre la finale per 3º/4º posto e la finalissima si è giocata il 20 marzo.

### Finali 1º e 3º posto
|  | Semifinali | Semifinali | Semifinali |         |         | Finale             | Finale             | Finale             |  |
|  |            |            |            |         |         |                    |                    |                    |  |
|  | Asystel    | Asystel    | 3          |         |         |                    |                    |                    |  |
|  | Asystel    | Asystel    | 3          |         |         |                    |                    |                    |  |
|  | RC Cannes  | RC Cannes  | 1          |         |         |                    |                    |                    |  |
|  | RC Cannes  | RC Cannes  | 1          |         | Asystel | Asystel            | 0                  |                    |  |
|  |            |            |            |         | Asystel | Asystel            | 0                  |                    |  |
|  |            |            | Bergamo    | Bergamo | 3       |                    |                    |                    |  |
|  | Bergamo    | Bergamo    | Bergamo    | Bergamo | 3       | 3                  |                    |                    |  |
|  | Bergamo    | Bergamo    |            |         |         | 3                  |                    |                    |  |
|  | Tenerife   | Tenerife   | 0          |         |         | Finale 3º/4º posto | Finale 3º/4º posto | Finale 3º/4º posto |  |
|  | Tenerife   | Tenerife   | 0          |         |         |                    |                    |                    |  |
|  |            |            |            |         |         |                    |                    |                    |  |
|  |            |            |            |         |         | RC Cannes          | RC Cannes          | 1                  |  |
|  |            |            |            |         |         | RC Cannes          | RC Cannes          | 1                  |  |
|  |            |            |            |         |         | Tenerife           | Tenerife           | 3                  |  |